# Ганс Шпеман
Шпéман Ганс (Spemann Hans, 27 червня 1869, Штутгарт — 9 вересня 1941, Фрайбург) — німецький ембріолог, директор Інституту біології Товариства кайзера Вільгельма у Берліні, потім професор біології у Фрайбургу. Встановив, що протягом розвитку зародку (ембріона) окремі тканини взаємодіють фізично та хімічно, причому формування органів залежить від так званої організації в цих органів (теорія ембріологічної індукції). Одержав Нобелівську нагороду 1935. Став членом Гайдельберзької академії наук.

## Біографія
У 1914-1918 роках Шпеман був співдиректором Інституту біології Товариства кайзера Вільгельма у Берліні разом з ботаніком та засновником генетики Карлом Корренсом. У 1919 році він переїхав до Фрайбургу, де очолив кафедру зоології Фрайбурзького університету.